# Dipankara
Dipankara is een Boeddha. Zijn Sanskriet naam "Dīpankara" betekent "lichtdrager". Zijn Chinese naam is een letterlijke vertaling daarvan. Zijn verjaardag wordt in de Chinese kalender gevierd op de 22e dag van de achtste maand.
Dipankara Boeddha was een Boeddha die op de wereld was, voordat Gautama Boeddha ter wereld kwam en het boeddhisme verkondigde.
Het bekendste Boeddhabeeld van Dipankara was een van de door de Taliban vernietigde Boeddha's van Bamyan.

## Verering
In het Chinees boeddhisme wordt Dipankara vereerd als de Boeddha van het verleden. Het woord "oude" wordt daarom toegevoegd aan zijn naam, die hierdoor uiteindelijk Lichtdrager Oude Boeddha (然灯古佛) wordt. Gautama is de boeddha van het heden en de toekomstige boeddha is Maitreya. De verering van Dipankara door Chinezen op het eiland Taiwan is groot.
Sinds de 17e eeuw wordt Dipankara vereerd door Nepalese boeddhisten. Ze zien hem als de beschermheilige van handelaren en zeelui en associëren hem met het geven van giften aan monniken. Hierdoor kan men soms Boeddhabeelden van Dipankara vinden aan de kust.